# The Wooster Group

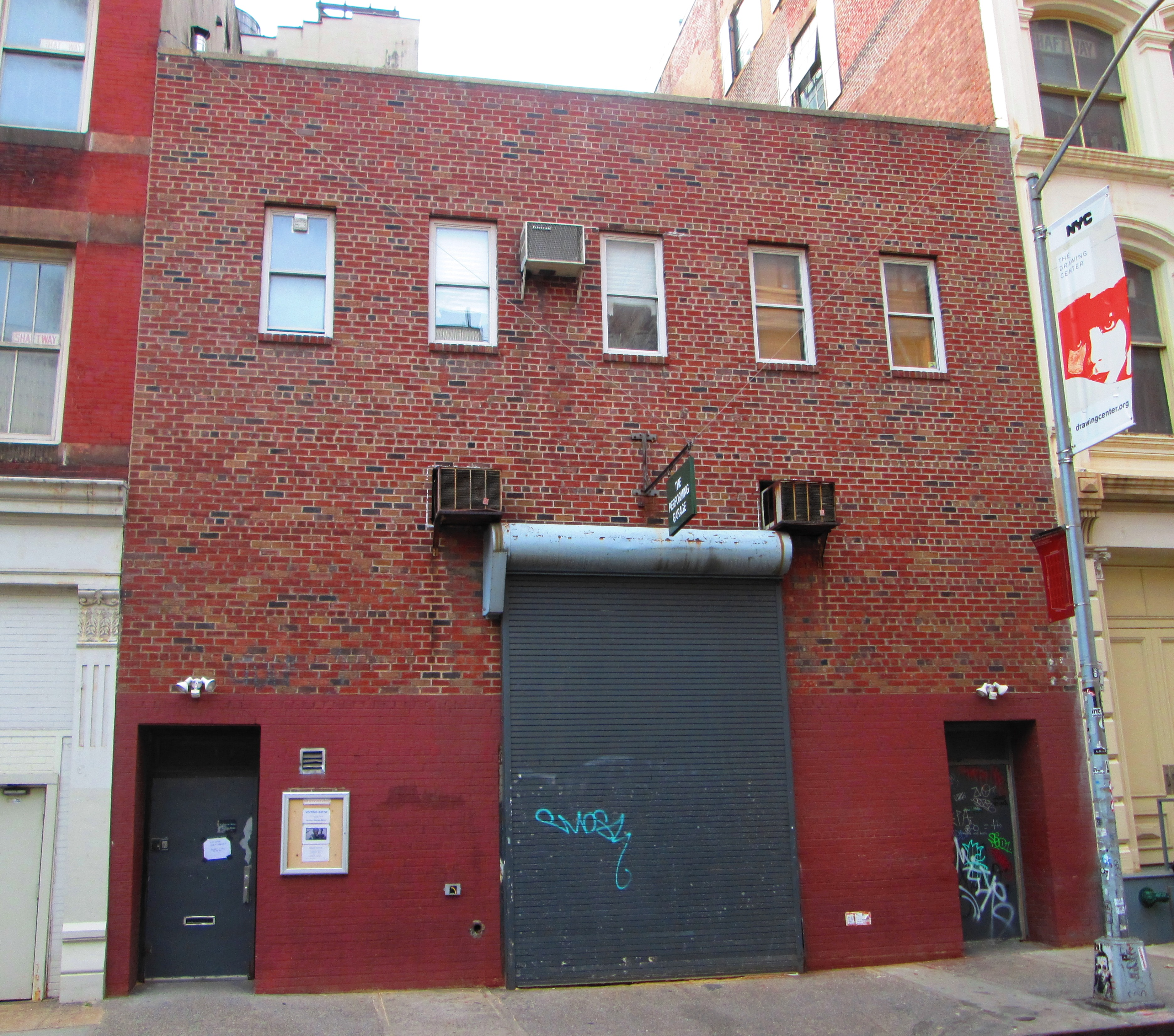
Die Performing Garage in der Wooster Street

Die Wooster Group ist eine US-amerikanische  postdramatische Theatergruppe mit Sitz im New Yorker Stadtteil Soho. Ihr Name rührt von der Adresse ihrer eigenen Spielstätte her, der Performing Garage 33, Wooster Street, Soho, New York City. Dort entstanden seit der Gründung der Gruppe im Jahr 1975 bislang alle Theater-Produktionen der Gruppe.

## Wirkung
Die Wooster Group gilt als die einflussreichste Theatergruppe der 70er, 80er und 90er Jahre, als Vorreiter des postdramatischen Theaters und als Vorreiter eines Theaters der Dekonstruktion, das nicht die Interpretation einer Aussage der Textvorlage in den Vordergrund stellt, sondern die Umsetzung des Textes, gebrochen in der aktuellen Lektüre praktiziert, also vom Text ausgehend einen neuen, eigenen Aufführungstext generiert, statt der Vorlage werktreu dienen zu wollen. Dies geschieht häufig durch die Kombination unterschiedlichster Material-Ebenen, wodurch sich die Aufführungshandlung von den einzelnen Materialien emanzipiert und der Zuschauer angehalten wird, sich von der Erwartung einer „einfachen“, abschließbaren Interpretation des Stückes zu verabschieden und sich als Produzent „seiner“ Wahrnehmung der Inszenierung zu erleben. Damit wurden sie frühe Helden und Vorreiter eines postdramatischen Theaters (Hans-Thies Lehmann), das den Vorgang der Aufführung in ironischer und kritischer Distanz zu ihrer literarischen Vorlage entwickelt, bzw. sich vollständig davon emanzipiert. Viele der oft preisgekrönten Produktionen der Gruppe wurden weltweit zu Gastspielen eingeladen – in Deutschland zumeist an das Frankfurter Theater am Turm unter der Intendanz von Tom Stromberg und ans Berliner Hebbel-Theater bzw. seinen Nachfolger Hebbel am Ufer.
Die Wooster Group war insbesondere stilbildend und Pionier im Einsatz von Videotechnik auf der Bühne, stets auf der Suche nach zeitgemäßen Formen der Bühnenhandlung und des Bühnenbilds, die den Zuschauer herausforderten, seine Sehgewohnheiten und Erwartungen zu überprüfen und mit ihnen selbst zu spielen. Stücke der Wooster Group sind häufig Montagen unterschiedlicher ästhetischer Ebenen und Elemente, in denen Tanz, Video, Film, Soundtrack und Architektur und vor allem ein immenses Spektrum an oft zitierten schauspielerischen Genres – von traditionellen japanischen Schauspieltechniken über Bewegungs- und Sprachkultur der afroamerikanischen Kultur bis zum Hollywood-Stil der prominenten Mitglieder Ron Vawter und Willem Dafoe sich zu oft sehr komplexen Zeichen-Systemen verdichten.
Da die Besetzungen der Stücke stark schwanken, kann nicht von einem klassischen Theaterensemble gesprochen werden, sondern eher von einem Verband von Künstlern, der den Zusammenhalt und die Ressourcen für die Entstehung der wegweisenden Theater-Produktionen unter dem Label „The Wooster Group“ trotz der vergleichsweise widrigen US-amerikanischen öffentlichen Förderung des Theaters ermöglicht. Die Liste der Künstler, die mit der Gruppe zusammengearbeitet haben, ist lang – genannt seien Laurie Anderson, John Malkovich, John Lurie, Steve Buscemi, John Jesurun und LeComptes Lehrmeister Richard Foreman.
Neben den bis 2006 fünfzehn Theaterproduktionen entstanden eine Reihe von eigenständigen Arbeiten in den Bereichen Film, Hörspiel und Tanztheater. Die Wooster Group hat ganze Generationen auch europäischer Künstler und Theatergruppen beeinflusst – vor allem Jan Fabre, Jan Lauwers und seine Needcompany, Peter Sellars, Robert Lepage, William Forsythe, BAK Truppen, Frank Castorf, René Pollesch, Forced Entertainment, Rimini Protokoll, Nicolas Stemann, die Big Art Group und das Toihaus Theater Salzburg.

## Geschichte
Hervorgegangen ist die Gruppe aus dem 1967 unter der Leitung von Richard Schechner gegründeten Ensemble The Performance Group (TPG). Nach dem Bruch mit Schechner (1980) setzten Jim Clayburgh, Spalding Gray (1941–2004), und Elizabeth LeCompte die Arbeit unter neuem Gruppennamen an gleicher Spielstätte fort. Mittlerweile nennt die Wooster Group das Jahr 1975 als offizielles Gründungsjahr (das Jahr der ersten Regie von LeCompte) und als Gründungsmitglieder neben Clayburgh, Gray und LeCompte Peyton Smith, Kate Valk, sowie die mittlerweile aus US-Spielfilmen bekannten Schauspieler Ron Vawter (1948–1994) und Willem Dafoe, den langjährigen Lebensgefährten LeComptes.
Vehikel der Emanzipation war die von der 68er-Bewegung inspirierte, jedoch bald durch den stark patriarchalischen Führungsstil Schechners beeinflusste Trilogie Three Places in Rhode Island (1975–1979) von Spalding Gray in der Regie von LeCompte. Bereits in diesem ersten großen Wurf kamen die wichtigsten Elemente der Wooster-Group-Ästhetik zusammen: Darsteller, die nicht in einer Rolle, sondern zunächst als sie selbst auftreten und nicht gänzlich in der dieser aufgehen, sondern zumeist mit ihr spielen; Bilderzeugungs-Technik statt nur Bilder auf der Bühne; Videoprojektionen, die nicht als Einspielungen, sondern als Akteure fungieren; eine 'Bühne auf der Bühne' in Form eines Gerüsts, das die Struktur eines schlichten Hauses bildet; und schließlich der assoziative, dekonstruktivistische Umgang mit Textvorlagen wie O’Neills Eines langen Tages Reise in die Nacht. Ritsaert ten Cate, der Gründer und langjährige Leiter des Amsterdamer Felix-Meritis-Theaters verhalf der Wooster Group früh zu Ruhm und Gastspielen in Europa, die für die ersten Jahrzehnte die Theaterarbeit der Gruppe überhaupt eine Finanzierung ermöglichten. Erst mit dem zunehmenden Ruhm von Ron Vawter und Willem Dafoe als Filmschauspieler nahm auch in New York und den USA das Interesse an den Arbeiten zu.
Die Projekte Route 1 & 9 (1981) und L.S.D. (…Just The High Points…) (1984) begründen den Weltruhm der Gruppe. In Route 1 & 9 treten die durchgehend weißen Darsteller schwarz geschminkt auf und spielen u. a. Szenen aus dem dritten Akt von Thornton Wilders Unsere kleine Stadt, das eher eine abgeklärte Idylle des weißen Kleinstädter-Lebens entwirft – allerdings im Ideolekt der Vaudeville-Shows und der afroamerikanischen Bevölkerung von Harlem und Queens, weißes Landleben und schwarze Gegenkultur prallten in Klischees ihrer Zeichen-Welten aufeinander, ohne dass dabei eine eindeutige Botschaft mit transportiert worden wäre. LSD – just the high points (1984) verdichtete einen Rekurs auf das orgienhafte Theater der Performance Group der Gründungsjahre und beschäftigte sich in der Manier des orgiastisch-pazifistischen The Living Theatre ironisch mit Schriften von Timothy Leary, William S. Burroughs und Arthur Miller. Millers gerichtliches Vorgehen dagegen, dass Passagen aus seinem Drama Hexenjagd verwendet wurden und die Reaktion der Wooster Group, diese Passagen nicht mehr wörtlich, sondern in einer eigens entwickelten Kunstsprache wiederzugeben, verhalfen der Gruppe auch in den USA zu größerer Bekanntheit.
Als bislang herausragendes Meisterwerk wird allgemein Brace Up! gewertet (1991, zweite Version 2003) – eine Inszenierung auf Basis von Tschechows Drei Schwestern, bei dem die Darsteller eine japanische Gaia-nin-Gruppe spielen, die Tschechows Stück statt ihrer traditionellen Stoffe US-amerikanischen Touristen nahebringen will.
Das Zitieren unterschiedlichster Stil-Formen des Schauspielens ist stets ein Element in den Inszenierungen der Wooster Group. Ihre Inszenierung von William Shakespeares Hamlet (2006) mit Scott Sheperd in der Titelrolle ist ein herausragendes Beispiel für Verfahrensweisen der Copy Art im Theater und für das hohe Niveau, auf dem die Produktionen der Wooster Group konzeptionell operieren: Als Vorlage diente nicht direkt das Drama selbst, sondern die berühmte Aufzeichnung der Broadway-Inszenierung mit Richard Burton aus dem Jahre 1964. Diese Aufzeichnung ist in stark bearbeiteter Form als Hintergrundprojektion zu sehen, während die Darsteller der Wooster Group in technisch höchster Perfektion genau gleich spielen und sprechen wie die Schauspieler der Vorlage. Die Verhältnisse zwischen den drei Originalen (Shakespeare, Broadway, Wooster Group) wurden zum Spielraum der Inszenierung, denn fast immer sind alle drei in wechselnden Gewichtungen aktiv. So wurde die recht vers-ungebundene Broadway-Aufzeichnung von der Wooster Group derart geschnitten, dass die Verse wieder im Shakespeare’schen Versmaß gesprochen erklingen. Dadurch entstand eine Sprunghaftigkeit auf der Bild-Ebene, die von den Schauspielern ebenso virtuos mitgespielt (kopiert) wird, wie alle Kamera-Bewegungen im Verhältnis zum Betrachter (ist der Schauspieler im Film nah, steht er bei der Wooster Group vorn an der Bühnenkante usw.). In einem aufwändigen Verfahren hat die Wooster Group darüber hinaus aus dem Original-Film ganze Figuren herausgerechnet, sodass häufig das leere Broadway-Bühnenbild zu sehen ist oder nur ein Teil der Akteure oder nur Teile ihrer Körper, während Kamerabewegungen und Tonspur davon unbehelligt bleiben.

## Theater-Produktionen
- Sakonnet Point (1975, Three Places In Rhode Island, Teil 1)
- Rumstick Road (1977, Three Places In Rhode Island, Teil 2)
- Nayatt Shool (1978, Three Places In Rhode Island, Teil 3)
- Point Judith (an epilog) (1979)
- Sex & Death To The Age 14 (1979, Monolog von Spalding Gray)
- India & After (America) (1979, Monolog von Spalding Gray)
- Booze, Cars & College Girls (1979, Monolog von Spalding Gray)
- Route 1 & 9 (1981)
- Hula (1981) & For The Good Times (1982, zwei Tanzstücke)
- L.S.D. (…Just The High Points…) (1984)
- North Atlantic (1984/1999)
- Miss Universal Happiness (1985, Auftrags-Autor und Regie: Richard Foreman)
- Frank Dell's The Temptation Of St. Antony (1985/86)
- Symphony Of Rats (1988, Auftrags-Autor und Regie: Richard Foreman)
- Brace Up! (1991/2003, nach Tschechows Drei Schwestern)
- Emperor Jones (1993/2006, nach dem gleichnamigen Drama von Eugene O’Neill)
- Fish Story (1994)
- The Hairy Ape (1995, nach dem gleichnamigen Drama von Eugene O’Neill)
- House / Lights (1999/2004)
- To You, The Birdie! (Phèdre) (2002, nach Jean Racine)
- Poor Theater (2004)
- Hamlet (2006)
- La Didone (2007)

## Hörstücke
- The Emperor Jones (BBC Radio 3, 1998)
- Racine’s Phèdre (BBC Radio 3, 2000)
- The Peggy Carstairs Report (BBC Radio 3, 2002)